# Чемпіонат Росії з футболу 2021—2022
Чемпіонат Росії з футболу 2021—2022 — 30-й сезон найвищого рівня футбольних дивізіонів Росії. Чемпіоном вчетверте поспіль став Зеніт.

## Зміни порівняно з попереднім сезоном
| Поз. | Клуби, які вибули до ФНЛ |
| ---- | ------------------------ |
| 15   | Ротор                    |
| 16   | Тамбов                   |

| Поз. | Клуби, які потрапили до Прем'єр-ліги |
| ---- | ------------------------------------ |
| 1    | Крила Рад                            |
| 3    | Нижній Новгород                      |

## Російське вторгнення в Україну
24 лютого 2022 року почалося вторгнення орків в Україну. Аеропорти в прилеглих до України областях були закриті до 2 березня, включно з міжнародними аеропортами Платов у Ростов-на-Дону та Пашківський в Краснодарі, а деякі матчі були перенесені. Асистент головного тренера з московського «Динамо» Андрій Воронін розірвав контракт з клубом 1 березня. Ярослав Годзюр став першим українським гравцем, що розірвав контракт із російським клубом «Урал». У наступні дні ще кілька українських гравців розірвали свої контракти. 11 березня 2022 року Українська асоціація футболу позбавила помічника тренера «Зеніт» (Санкт-Петербург) Анатолія Тимощука тренерської ліцензії та заборонила йому будь-яку футбольну діяльність в Україні за те, що він не покинув «Зеніт» і не зробив публічної заяви з осудом Росії.
28 лютого 2022 року ФІФА та УЄФА відсторонили російські клуби від міжнародних змагань.
7 березня 2022 року ФІФА оголосила, що іноземні гравці в Росії та Україні зможуть в односторонньому порядку призупинити свої контракти зі своїми клубами до 30 червня 2022 року (якщо не буде досягнуто взаємної угоди з їхніми клубами про інше до або 10 березня 2022 року) і підписати з клубами за межами Росії та України до 30 червня 2022 року, трансферне вікно відкрито для таких гравців, щоб підписати та зареєструватися в новому клубі до 7 квітня 2022 року.

## Турнірна таблиця
| Поз | Команда         | І  | В  | Н  | П  | ГЗ | ГП | РГ  | О  | Кваліфікація або пониження                       |
| --- | --------------- | -- | -- | -- | -- | -- | -- | --- | -- | ------------------------------------------------ |
| 1   | Зеніт (C)       | 30 | 19 | 8  | 3  | 66 | 28 | +38 | 65 | Відсторонені від участі в європейських змаганнях |
| 2   | Сочі            | 30 | 17 | 5  | 8  | 54 | 30 | +24 | 56 | Відсторонені від участі в європейських змаганнях |
| 3   | Динамо (Москва) | 30 | 16 | 5  | 9  | 53 | 41 | +12 | 53 | Відсторонені від участі в європейських змаганнях |
| 4   | Краснодар       | 30 | 14 | 8  | 8  | 42 | 30 | +12 | 50 | Відсторонені від участі в європейських змаганнях |
| 5   | ЦСКА            | 30 | 15 | 5  | 10 | 42 | 29 | +13 | 50 | Відсторонені від участі в європейських змаганнях |
| 6   | Локомотив       | 30 | 13 | 9  | 8  | 43 | 39 | +4  | 48 | Відсторонені від участі в європейських змаганнях |
| 7   | Ахмат           | 30 | 13 | 3  | 14 | 36 | 38 | −2  | 42 | Відсторонені від участі в європейських змаганнях |
| 8   | Крила Рад       | 30 | 12 | 5  | 13 | 39 | 36 | +3  | 41 | Відсторонені від участі в європейських змаганнях |
| 9   | Ростов          | 30 | 10 | 8  | 12 | 47 | 51 | −4  | 38 | Відсторонені від участі в європейських змаганнях |
| 10  | Спартак         | 30 | 10 | 8  | 12 | 37 | 41 | −4  | 38 | Відсторонені від участі в європейських змаганнях |
| 11  | Нижній Новгород | 30 | 8  | 9  | 13 | 26 | 39 | −13 | 33 | Відсторонені від участі в європейських змаганнях |
| 12  | Урал            | 30 | 8  | 9  | 13 | 27 | 35 | −8  | 33 | Відсторонені від участі в європейських змаганнях |
| 13  | Хімки           | 30 | 7  | 11 | 12 | 34 | 47 | −13 | 32 | Стикові матчі                                    |
| 14  | Уфа (R)         | 30 | 6  | 12 | 12 | 29 | 40 | −11 | 30 | Стикові матчі                                    |
| 15  | Рубін (R)       | 30 | 8  | 5  | 17 | 34 | 56 | −22 | 29 | Пониження до ФНЛ                                 |
| 16  | Арсенал (R)     | 30 | 5  | 8  | 17 | 30 | 59 | −29 | 23 | Пониження до ФНЛ                                 |

1. ↑  28 лютого 2022 року російські клуби були відсторонені від міжнародних змагань через російське вторгнення в Україну[1]
2. 1 2  Очки в особистих зустрічах: Краснодар 4, ЦСКА 1.
3. 1 2  Очки в особистих зустрічах: Ростов 4, Спартак 1.
4. 1 2  Очки в особистих зустрічах: Нижній Новгород 4, Урал 1.

## Результати матчів
| Команда         | АРС | АХМ | ДИН | ЗЕН | КРА | КРИ | ЛОК | НИЖ | РОС | РУБ | СОЧ | СПА | УРА | УФА | ХІМ | ЦСК |
| --------------- | --- | --- | --- | --- | --- | --- | --- | --- | --- | --- | --- | --- | --- | --- | --- | --- |
| Арсенал         |     | 0–0 | 1–4 | 2–1 | 1–1 | 2–1 | 3–1 | 2–2 | 1–2 | 0–3 | 1–2 | 1–1 | 1–2 | 0–0 | 0–0 | 2–2 |
| Ахмат           | 2–1 |     | 2–1 | 0–2 | 0–2 | 1–0 | 2–3 | 3–1 | 2–0 | 1–2 | 1–2 | 0–1 | 1–0 | 2–1 | 4–1 | 2–0 |
| Динамо (Москва) | 5–1 | 2–0 |     | 1–1 | 1–0 | 0–1 | 1–1 | 1–2 | 1–1 | 2–0 | 1–5 | 0–2 | 2–3 | 2–0 | 4–1 | 2–1 |
| Зеніт           | 3–0 | 3–1 | 4–1 |     | 3–2 | 2–1 | 3–1 | 5–1 | 2–2 | 3–2 | 1–2 | 7–1 | 3–1 | 2–0 | 1–0 | 1–0 |
| Краснодар       | 3–2 | 1–1 | 0–1 | 1–3 |     | 0–1 | 1–0 | 0–0 | 2–1 | 2–0 | 3–0 | 2–1 | 2–1 | 1–1 | 0–1 | 1–0 |
| Крила Рад       | 2–2 | 1–2 | 5–2 | 1–1 | 2–0 |     | 0–1 | 2–0 | 4–2 | 2–0 | 1–0 | 0–1 | 1–1 | 1–2 | 3–0 | 0–1 |
| Локомотив       | 3–1 | 1–2 | 3–3 | 1–1 | 2–1 | 2–0 |     | 2–1 | 1–2 | 1–0 | 2–1 | 1–0 | 0–1 | 2–0 | 3–2 | 1–2 |
| Нижній Новгород | 2–3 | 0–1 | 0–1 | 1–0 | 1–4 | 0–0 | 1–2 |     | 1–2 | 2–1 | 1–0 | 1–1 | 1–0 | 1–2 | 0–0 | 0–2 |
| Ростов          | 4–0 | 1–2 | 0–2 | 2–4 | 1–1 | 1–0 | 4–1 | 1–2 |     | 5–1 | 0–1 | 3–2 | 1–4 | 2–2 | 2–1 | 1–3 |
| Рубін           | 1–0 | 2–1 | 2–3 | 1–3 | 0–1 | 1–1 | 2–2 | 0–1 | 1–2 |     | 0–6 | 1–0 | 4–0 | 1–2 | 2–3 | 1–0 |
| Сочі            | 2–0 | 3–2 | 0–1 | 0–0 | 1–2 | 2–3 | 2–2 | 0–0 | 3–2 | 1–2 |     | 3–0 | 2–0 | 3–1 | 3–0 | 4–1 |
| Спартак         | 3–0 | 2–1 | 2–2 | 1–1 | 1–2 | 2–1 | 1–1 | 1–2 | 1–1 | 1–1 | 1–2 |     | 1–0 | 2–0 | 3–1 | 0–2 |
| Урал            | 2–0 | 0–0 | 0–1 | 0–0 | 0–3 | 0–1 | 0–0 | 1–1 | 1–1 | 3–0 | 1–1 | 1–3 |     | 2–1 | 0–1 | 0–1 |
| Уфа             | 2–1 | 1–0 | 2–3 | 1–1 | 1–1 | 1–2 | 1–1 | 0–0 | 0–0 | 1–1 | 1–2 | 1–1 | 0–1 |     | 3–2 | 1–1 |
| Хімки           | 1–2 | 2–0 | 0–3 | 1–3 | 3–3 | 4–1 | 0–0 | 1–1 | 1–1 | 1–1 | 0–0 | 2–1 | 0–0 | 1–1 |     | 4–2 |
| ЦСКА            | 2–0 | 2–0 | 1–0 | 0–2 | 0–0 | 3–1 | 1–2 | 1–0 | 4–0 | 6–1 | 0–1 | 1–0 | 2–2 | 1–0 | 0–0 |     |

## Статистика

### Найкращі бомбардири
| Поз | Гравець         | Клуб                               | ГЗ (П) |
| --- | --------------- | ---------------------------------- | ------ |
| 1   | Гамід Агаларов  | Уфа                                | 19     |
| 2   | Матео Кассьєрра | Сочі                               | 14     |
| 2   | Дмитро Полоз    | Ростов                             | 14     |
| 4   | Федір Смолов    | Локомотив (Москва) Динамо (Москва) | 12     |
| 5   | Артем Дзюба     | Зеніт (Санкт-Петербург)            | 11     |

### Хет-трики
| Гравець         | Клуб  | Суперник        | Результат | Дата              |
| --------------- | ----- | --------------- | --------- | ----------------- |
| Андерс Дреєр    | Рубін | Урал            | 4:0       | 13 вересня 2021   |
| Артем Дзюба     | Зеніт | Нижній Новгород | 5:1       | 19 листопада 2021 |
| Юсуф Язиджи     | ЦСКА  | Рубін           | 6:1       | 20 березня 2022   |
| Матео Кассьєрра | Сочі  | Динамо (Москва) | 5:1       | 21 травня 2022    |

## Стикові матчі
| Команда 1           | Заг. | Команда 2 | 1-й матч | 2-й матч |
| ------------------- | ---- | --------- | -------- | -------- |
| 25 — 28 травня 2022 |      |           |          |          |
| СКА-Хабаровськ      | 1:3  | Хімки     | 1:0      | 0:3      |
| Оренбург            | 4:3  | Уфа       | 2:2      | 2:1      |